# ふくい風花随筆文学賞
ふくい風花随筆文学賞（ふくいかざはなずいひつぶんがくしょう）は、日本の文学賞。
福井県出身の芥川賞作家、津村節子の随筆集『風花の街から』の「風花」（かざはな）を冠した賞である。全国から広く随筆作品を募集し、文学愛好者の創作活動を奨励し、文学の振興と発展を図ることを目的としている。人とのふれあい、家族や旅の思い出、ふるさとへの思い、世の中の動きについて考えたことなど、テーマは自由。応募資格は、高校生以上。規定枚数は、400字詰原稿用紙3 - 5枚。作品は、日本語で書かれた自作・未発表のものに限られる。一般の部では、最優秀賞（1名）に30万円、優秀賞（若干名）に5万円、U30賞（1名）に5万円が贈られる。高校生の部では、最優秀賞（1名）に10万円、優秀賞（若干名）に3万円、佳作（若干名）に5千円、奨励賞（20名程度）に3千円が図書カードにて贈られる。「ふくい風花随筆文学賞」実行委員会が主催している。福井新聞社、学校法人福井仁愛学園が共催している。公益財団法人げんでんふれあい福井財団が特別協賛している。福井県、福井県教育委員会、FM福井が後援している。1997年に創設された。